# 自転車タクシー

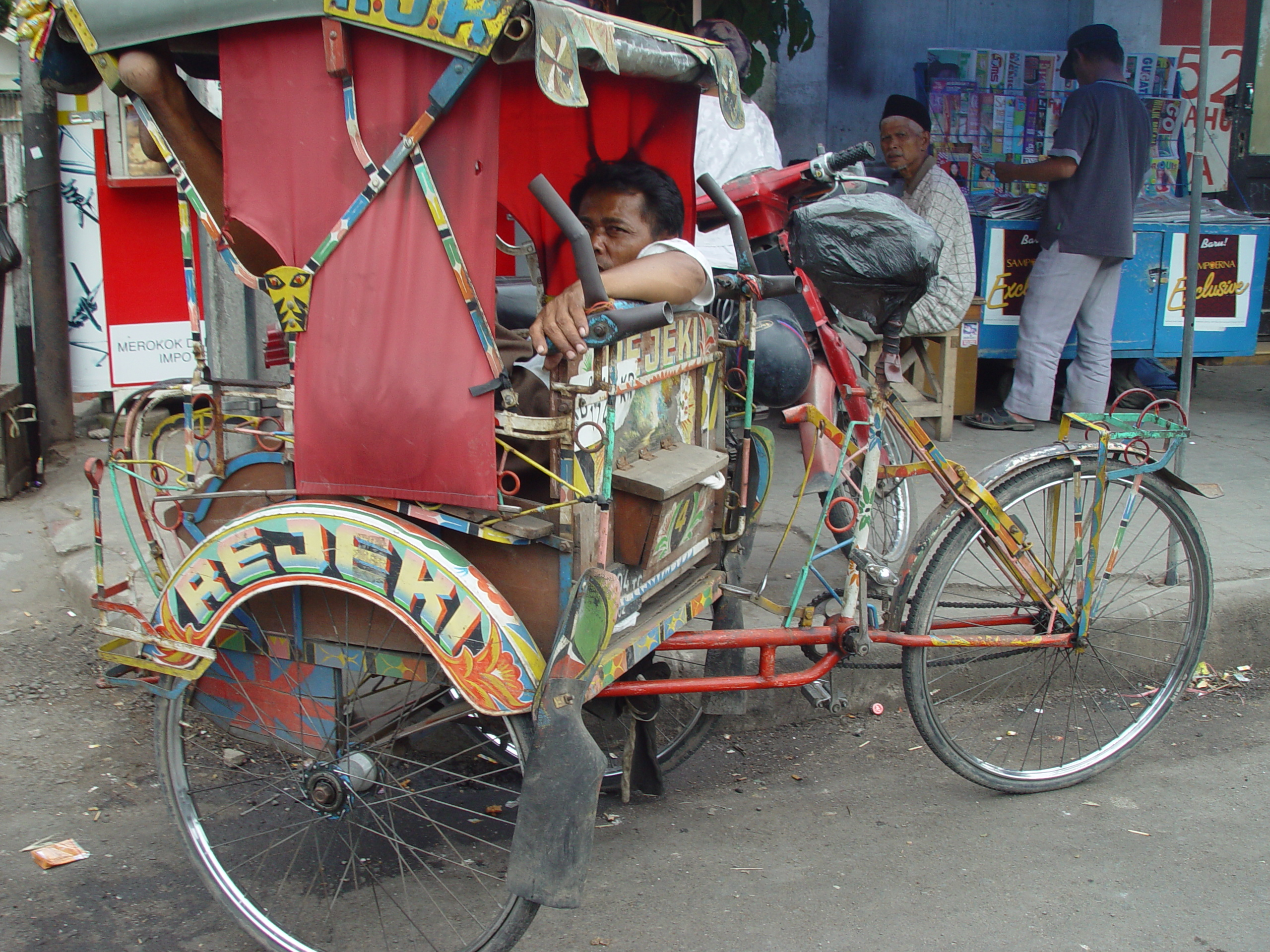
インドネシアの自転車タクシー.

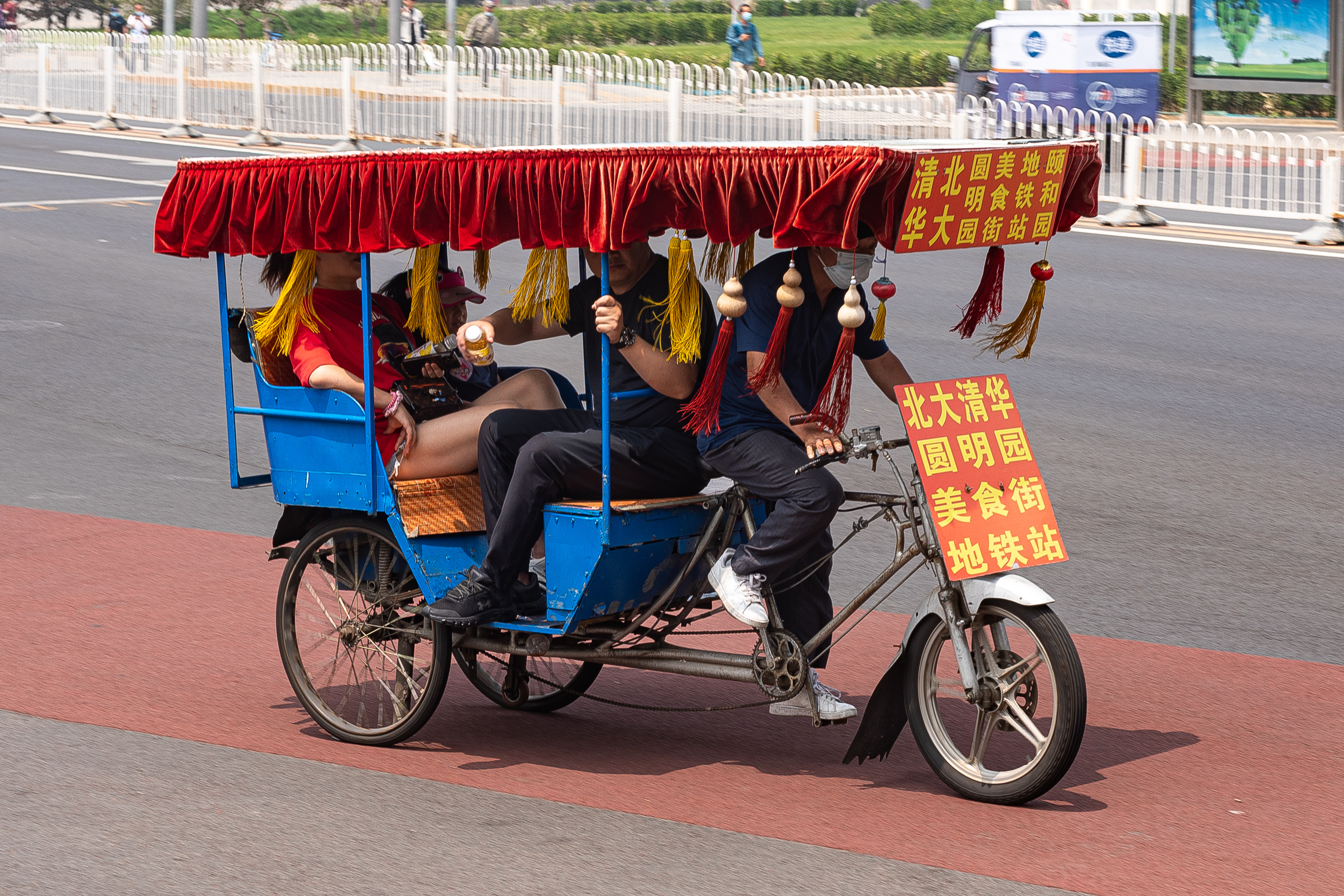
中国の自転車タクシー（北京市、2023年）.

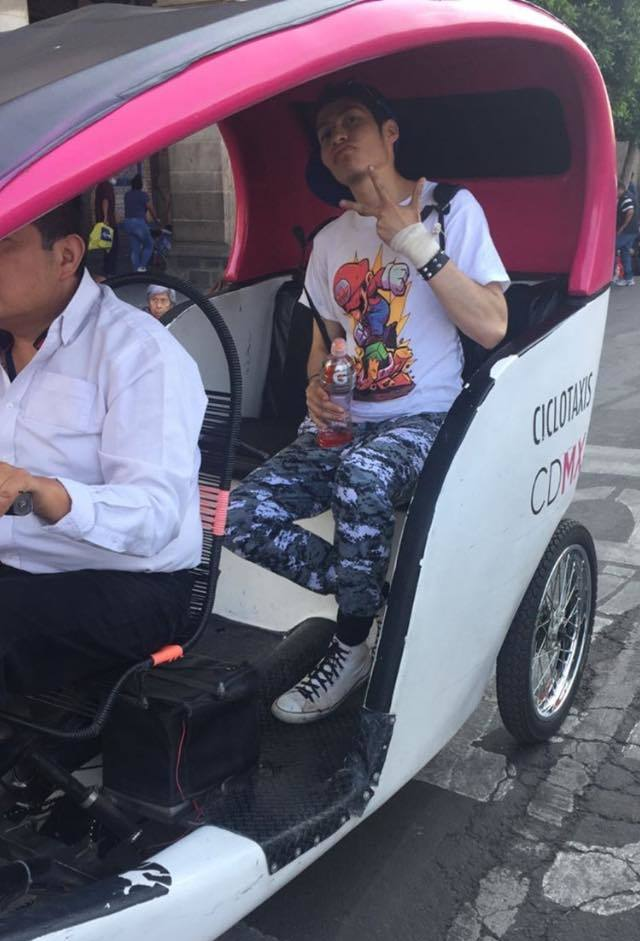
メキシコの自転車タクシー（2019年）.

自転車タクシー（じてんしゃタクシー）とは、2輪車もしくは3輪車で人力により乗客を運ぶ車両である。通常は、ドライバー以外に1人ないし2人の乗客を乗せることができるようになっている。

## 概要
自転車タクシーは人力車を改良したもので、英語ではCycle rickshawとなる。Rickshawの語源は人力車であり（りきしゃから派生）、Cycle rickshawは自転車の人力車と言う意味である。また自転車タクシーが発展し、オートバイや三輪自動車などを用いるようになったものはオートリクシャー、Auto rickshawと呼ばれる。
自転車タクシーの車両はドライバーの脚力が動力源だが、電気モーターの力を補助的に使うものもある。車両は3輪のものが多数派でトラクターとしての自転車と、乗客を乗せる人力車の部分で構成される。非常に稀だが4輪車もあり、2輪自転車とリアカーを合体させたものである。また、前に乗客を載せるタイプもある。
自転車タクシーはアジアで広く使われ、人力車の代替交通機関として発達したが、交通渋滞の原因になると考えられて、しばしば規制の対象になっている。広く普及しているアジアでは、人力車は農村地帯からの貧しい出稼ぎ労働者の重要な仕事となっている。しかし、最近では経済的で環境に優しい交通手段として再認識され、先進国でも復活する例が増えてきた。

## 日本の自転車タクシー

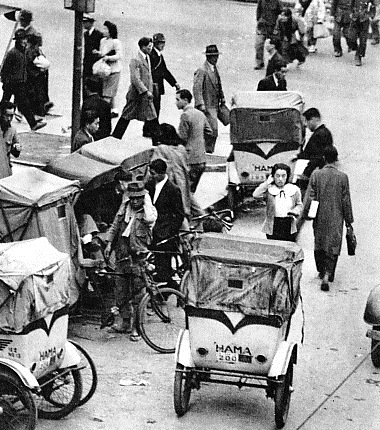
輪タク（1949年頃）.

日本ではかつて自転車タクシーのことを輪タクとも言った。輪タクは当時、終戦時の物資不足から燃料がわずかで、タクシーを走らすことができなかったことから大正初期に生まれた「人働車」を新たに登場させたもので、その名称は、自転車を指す「銀輪」と「タクシー」という言葉の合成させたものからきている。
日本における輪タク営業のはじまりは、1947年（昭和22年）2月1日に闇市を統率してきた関東尾津組が2人乗りの輪タク営業を東京で始めたものだといわれている。
ちなみに営業当初は24キロ10円で、その後10月には20円に値上げされ、1キロごとに10円の加算となっていた。都電と都バスの料金が50銭だった当時から考えると高級な乗り物だった。
その後、同じような営業が各地に広まり、1949年（昭和24年）には全国に70を超え、色々な種類の輪タクや業態が登場した。新潟市の厚生車では、リヤカーに一人用の幌をつけた急造的なもので、日中は駐輪場で、日暮れからは飲み屋などのある盛り場に停車場を設け、客を待つ日々だったという。
輪タクの多くは、1951年（昭和26年） - 1952年（昭和27年）ころにはほとんど姿が見られなくなったが、大分県佐伯市では1955年（昭和30年）2月にまだ、15・16台の輪タクが営業していたという。秋田市内でも、1965年（昭和40年）頃まで営業していたという証言もある。

## 世界の自転車タクシー

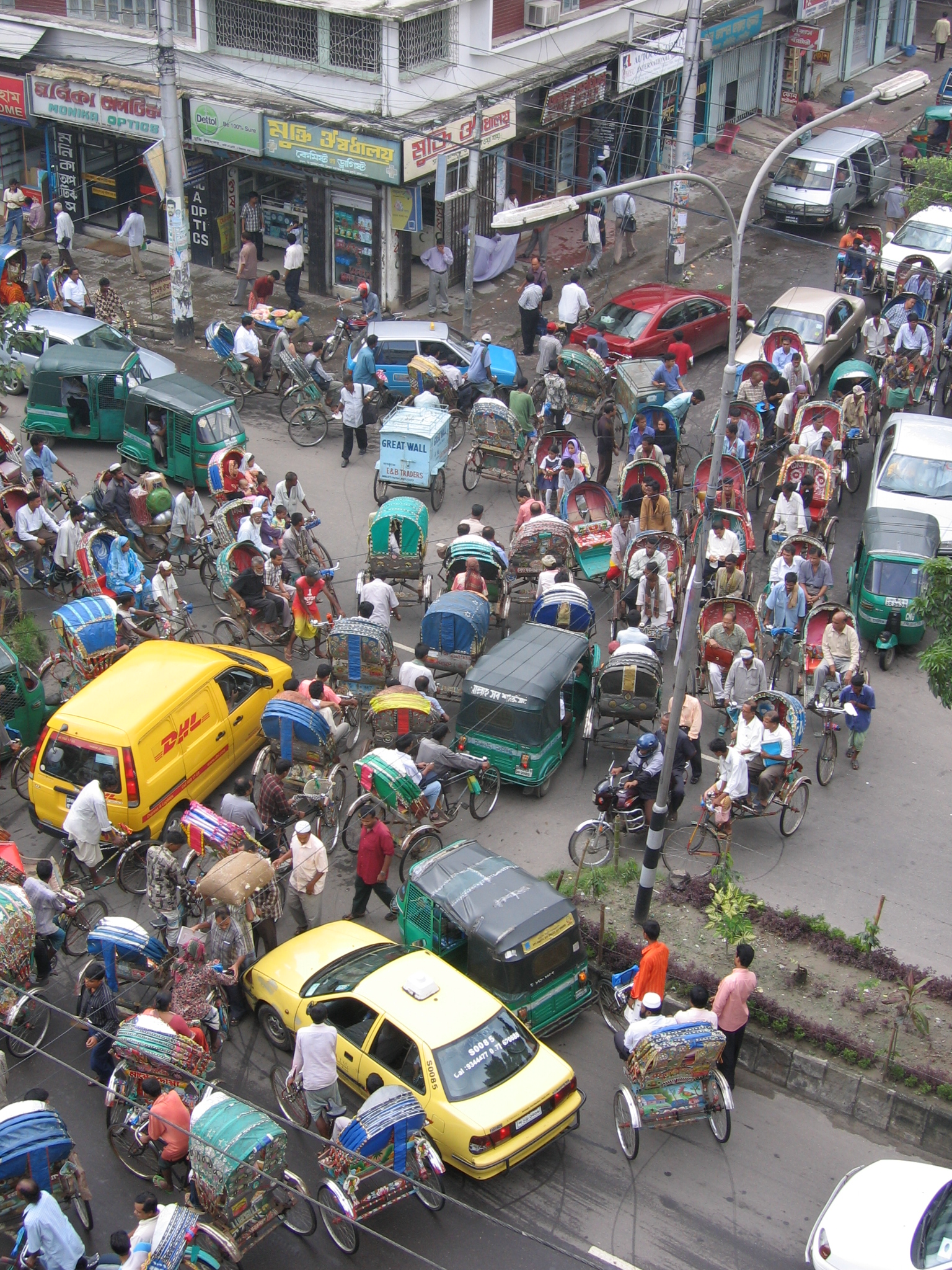
通りを行き交うサイクル・リクシャーの群れ バングラデシュ、ダッカ.

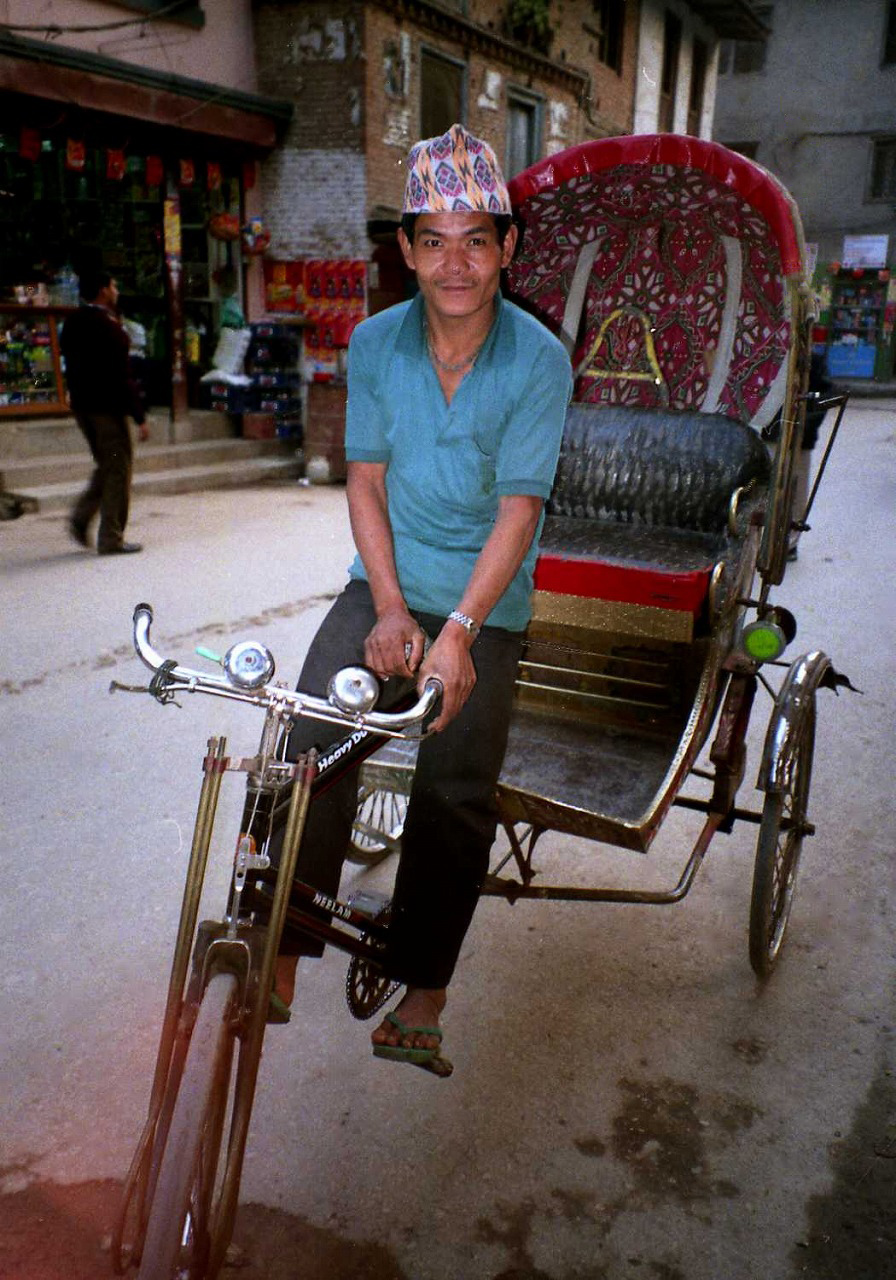
ネパールカトマンズのサイクル・リクシャー.

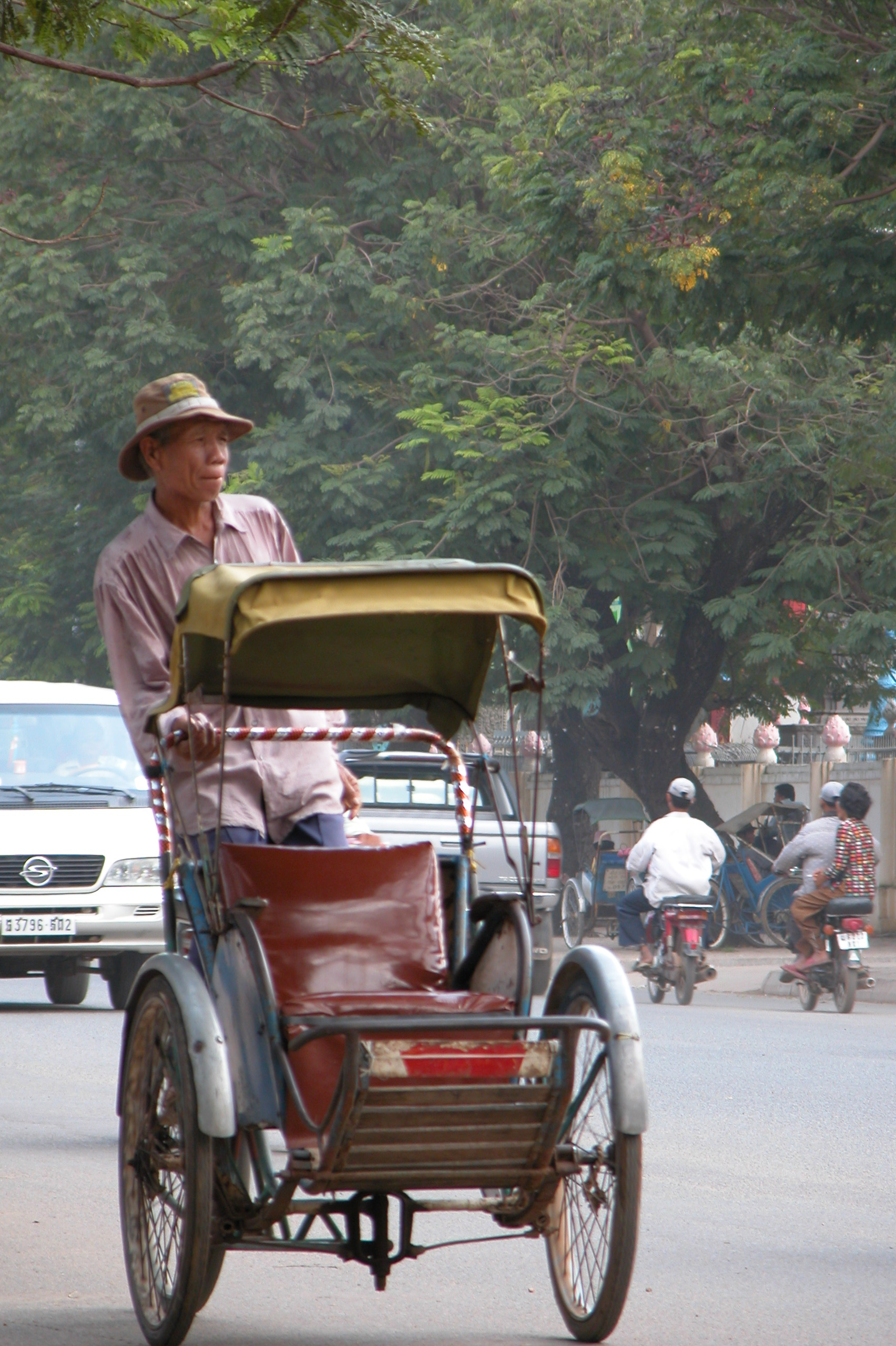
シクロ カンボジア、プノンペン.

サイクル・リクシャー (Cycle rickshaw)
インドやバングラデシュ、ネパールなどインド文化圏での呼称。今でも各地で普通に見られる。人力車が廃れた所では、リキシャはこれの略称となっている。パキスタンでも使われていたが、アユーブ・ハーンの時代に禁止されたため、現在は、バハーワルプール近郊など一部の都市を除いて見ることは出来ない。
シクロ（cycloまたはXich Lo）
ベトナムとカンボジアでの自転車タクシーの呼称。大都市で見られるが、数は減りつつあり観光用の乗り物になっている。一般的には前に乗客が座るようになっており、全身に風が当たる爽快感は他の交通機関では味わえない独特なものがある。日本でも神戸や札幌で運行を行っている。
セダップローイ (xe đạp lôi)
ベトナムのアンザン省やドンタップ省、キエンザン省では後ろに荷車を牽引しそこに客を乗せるタイプが多い。同様のもののオートバイ版はセマイローイと呼ばれる。
トライシャ (trishaw)
マレーシアとシンガポールでの自転車タクシーの呼称。観光用の乗り物となっている。
ベチャ (becak)
インドネシア。ジャカルタでは主要道路での営業は認められていないが、都市近郊の交通機関としてよく使われている。
トライシクル (tricycle)
フィリピンでの自転車タクシーの呼称。トライシクルにはモーターが付いたものも含まれる。ペディキャブ (Pedicab) という呼び方もあり、こちらは自転車動力のみ。
トリシークロ (tricyclo)
中南米の自転車タクシーの呼称。トライサイクルのスペイン語に相当。例えばペルー・チチカカ湖近辺では一般的乗り物。最高時速10km台とはいえ、前に座る乗客には意外と早く感じる。
ビシタクシー (Bicitaxi)
キューバの自転車タクシーの呼称。
輪タク
日本での古い自転車タクシーの呼称。最後の一台が1980年代まで存在したが、現在は存在しない。
サンルゥンチァ（普通話：sānlúnchē、広東語：saam1 leon4 ce1 三轮车・三輪車）
中国。マカオにおいては、観光用に残る。英語名称ペディキャブ (Pedicab)。
ベロタクシー (Velotaxi)
ヨーロッパ、アメリカ。ベロタクシーは商品名だが新しいスタイルの交通機関として認識されつつある言葉である。日本にも導入されている。
ボダボダ (Vodavoda)
ケニア。「ボダボダ」とは英語のボーダー（Border「国境」）から来た造語。
シクロポリタン (Cyclopolitain)
フランス。2003年から運行。Cyclo「シクロ」とMetropolitain（仏語）「メトロポリタン」を掛け合わせた造語。日本にも導入されている。

## 新しい自転車タクシー
自転車タクシーは環境に優しい交通手段として再認識されつつある。特に環境に敏感な欧米、とくに観光地に近い都市ではベロタクシーという自転車タクシーを良く見かけるようになってきた。現在ではいくつかの自転車タクシーの製造業者が欧米に存在している。欧米の自転車タクシーは発展途上国では見られない高性能なものである。例えば油圧式ディスクブレーキ、軽量なガラス繊維のボディ、電動アシストなどが使われている。また、太陽電池の電気で駆動するインターネット端末を搭載した実験的なものも存在する。日本でも導入され、京都や名古屋、東京、奈良などで既に営業している。
路線バスの補完としても使用され、大阪府枚方市の香里団地においては電動アシストタイプを用いた「おり姫ひこ星送迎サービス」が運行されている。デマンドバスと同様のシステム（乗車・降車停留所間を最短ルートで結ぶタイプ）で団地内各地と商業施設・医療機関・郵便局を結び、運賃は無料とされている。